# Вендське питання
Вендське питання (угор. Vendkérdés, словен. Vendsko vprašanje, прекмур. Vendsko pítanje, або Vendiško pitanje) — термін в угорській націоналістичній та шовіністичній політиці, який стосується походження та умовного позначення угорських словенців.

## Історія
Традиційною угорською назвою словенців, які проживають в Угорщині, було «венд» (угор. Vend). Багато словенців Угорщини прийняли це позначення, хоча на своєму діалекті вони завжди називали себе «словенцями». В останні десятиріччя ХІХ століття, і особливо за режиму Горті, термін «венд» використовувався для того, щоб наголосити на різниці між словенцями історичної Угорщини та іншими словенцями.
Термін «венд» набув широкої популярності серед емігрантської громади у Бетлегемі, що у штаті Пенсільванія. Ця ж громада енергійно виступила проти включення Прекмур'я до новоствореної Югославії, лобіюючи свою позицію серед американських учасників тріанонських переговорів.
Остаточно кордон між тодішньою Угорщиною та Королівством сербів, хорватів і словенців урегулював Тріанонський договір 4 червня 1920 р. Населену словенцями територію (так званий «Вендвідек» (угор. Vendvidék)) поділив вододіл двох річок Раби і Мури. Область Мури (Прекмур'я), включаючи райони Мурської Соботи та Лендави, відійшла до Королівства сербів, хорватів і словенців, тоді як область Раби (словен. Porabje), в тому числі дев'ять громад навколо міста Сентготгард, увійшли до складу Угорщини. Після цього поділу економіка, політика, культура та етнічність двох областей розвивалися нарізно.
Після німецького вторгнення в Югославію 1941 року Угорщина анексувала втрачені в 1920 році землі, включаючи словенське Прекмур'я. Виправдовуючи зазіхання Угорщини на Прекмур'я, стверджувалося, що жителі Прекмур'я це все ж таки не словенці. Подібну теорію висунув 1920 року відомий угорський фізик родом із словенського Прекмур'я Шандор Мікола (угор. Sándor Mikola), видавши книжку «A Vendség múltja és jelene» (Минуле і сучасне вендів), у якій він писав, що венди походили від кельтів, але асимілювалися з довколишнім слов'янським населенням. Теорія не має наукового обґрунтування та не витримує критики з лінгвістичного погляду, оскільки не знайшла підтверджень у мові відповідного населення. Також у своїх шовіністичних брошурах і статтях Шандор Мікола, з одного боку, стверджував, що прекмурці і порабці (угорські словенці) були нащадками найдавніших мешканців Карпатського басейну — кельтів, а з другого, що венди були ослов'яненими угорцями: слов'ян буцімто поселяли угорські землевласники в краю між Мурою та Рабою, а ті асимілювали там угорців. Мікола не навів конкретних доказів правоти своїх тверджень, у цих брошурах він лише політизував або шовіністично оцінював словенську націю та прославляв угорців. Угорська іредентистська політика прийняла і узаконила Міколині фальсифікації історії та карала тих, хто сумнівався у цих теоріях.
Коли визначені Тріанонським договором кордони були після Другої світової війни відновлені, Прекмур'я повернулося у межі Югославії, ставши частиною Соціалістичної Республіки Словенія.
У 1950-х роках сталіністська диктатура Ракоші теж розкручувала вендське питання. У цей час угорських словенців (порабців) депортували під приводом, що вони шпигуни тітоїстської Югославії і хочуть бути словенцями. У 1960-х роках порабців визнали словенцями, але принагідно все ще пропагували ту теорію, щоб розпалювати ненависть до Югославії.